# Sung Kang
Sung Kang, född 8 april 1972 i Gainesville, Georgia, är en sydkoreansk-amerikansk skådespelare.
Kang har bland annat medverkat i TV-serierna Lisey's Story och Obi-Wan Kenobi. Han är även känd för sin roll som Han Lue i The Fast & the Furious-serien.

## Filmografi (i urval)
- 1999 – Mystery Men
- 1999 – Felicity (TV-serie)
- 2006 – The Fast and the Furious: Tokyo Drift
- 2007 – War
- 2007 – Die Hard 4.0
- 2009 – Fast & Furious
- 2011 – Fast & Furious 5
- 2012 – Bullet to the Head
- 2013 – Fast & Furious 6
- 2021 – Fast & Furious 9
- 2021 – Lisey's Story (TV-serie)
- 2022 – Obi-Wan Kenobi (TV-serie)
- 2023 – Fast X
- 2025 – Fast X: Part 2